# 란돌피아속
란돌피아속(Landolphia)은 협죽도과에 속하는 속씨식물 속의 하나이다. 주로 나무에 붙여 생존하는 덩굴 형태로 존재한다.

## 원산지
원산지는 아프리카이다.

## 특징
이 식물은 쌍으로 단순하고 윤기나는 잎이 나오고 줄기에 5등분으로 된 쟈스민과 비슷한 꽃이 피며 단단하며 과즙과 씨앗이 있는 열매를 맺는다.

## 하위 분류
- 콩고 고무 (Landolphia owariensis)